# Мецака (Леко)
Мецака је насеље у Италији у округу Леко, региону Ломбардија.
Према процени из 2011. у насељу је живело 10 становника. Насеље се налази на надморској висини од 852 м.